# Обрыв (фильм, 1913)
«Обрыв» — драма 1913 года режиссёра Петра Чардынина по роману И. А. Гончарова.

## История
На предприятии Ханжонкова работали над съёмками фильма «Обрыв» по произведению Гончарова, когда появилось информация, что другая компания — «Дранков и Талдыкин» — почти закончила работу над экранизацией того же произведения. Ханжонков и его сотрудники направили все силы на то, чтобы закончить эту работу быстрее конкурентов. Режиссёр П. Чардынин занимался работой в ателье, сценаристки М. Каллаш и А. Н. Ханжонкова выбирали нужные тексты для титров, В. Ханжанкова вела всю работу по черновому монтажу. Выпуск фильма состоялся в 1913 году. Оператор Александр Рылло, художник Борис Михин, сценарист Мария Каллаш-Гаррис. До нашего времени фильм сохранился без надписей.
Во время работы над фильмом произошёл творческий разрыв художника Бориса Михина с компанией «А. Ханжонков и К.». Предпосылки к этому были давно. Изначально Михин испортил свои отношения с Ханжонковым тем, что устроил забастовку из-за невыплаты зарплаты, втянув в эту забастовку Старевича, Туржанского и Мозжухина. Начальство объясняло задержку с выплатой зарплаты отсутствием денег, хотя Михин утверждал, что есть прибыль от продажи картин. Но настоящая причина ухода Михина кроется в инциденте, который произошел во время съёмок фильма «Обрыв». Михин часто противостоял Антонине Николаевне Ханжонковой. Она пыталась руководить оформлением декораций, Михин считал, что у неё отсутствует художественный вкус, и закрывал декорации, чтобы оградить их от вмешательств жены Ханжонкова. Для съёмок фильма художник сделал огромный куст сирени собственными руками, а рабочие создали целый сад под его руководством. Михин сам делал грозди и окунал их в парафин, вырезал листья. Куст получился как настоящий. Когда через несколько дней напряженной работы Михин пришел на студию, он увидел, что весь двор засыпан цветами и зеленью. Ему сказали, что Людмила Ханжонкова споткнулась о куст и распорядилась всё выкинуть во двор. На следующий день Борис Михин заявил о своем уходе от Ханжонкова, и его тут же на работу пригласил Талдыкин.
Во время съёмок фильма актриса Вера Юренева требовала от режиссёра Чардынина, чтобы актриса Софья Гославская была заменена другой актрисой, с которой Юреневой будет удобнее сниматься. Чардынин ответил отказом на такое предложение. Юренева обратилась к Антонине Николаевне Ханжонковой. Учитывая популярность Юреневой и тот факт, что её участие в ленте уже было заявлено, ей пытались пойти на встречу. В итоге роль оставили С. Гославской, но свели её появление на экране к минимуму, чтобы Гославская с Юреневой не появлялись вместе ни в одном кадре. Гославской происходящее было очень неприятно, ведь теперь её появление на экране сводилось к эпизоду кормления цыплят зерном из ведёрка. Режиссёру не нравился такой ход вещей, но он не мог ни на что повлиять. Актёр Мозжухин претендовал на роль Марка, но её отдали другому актёру, а Чардынин уговорил Мозжухина сыграть роль Райского. А. Вертинский сыграл кадета в фильме. По воспоминаниям В. Юреневой, он был тогда незаметным молодым человеком, появлялся на заднем плане среди гостей. Для Юреневой роль Веры была первой в кино.
В ночь перед показом фильма покупателям создатели картины вносили последние изменения и устраняли ошибки типографии. От руки писали титры взамен тех, которые не подходили, а те титры, которые были с небольшими ошибками, просто исправляли и писали правильный вариант сверху. Так прошёл первый показ картины. Фильм вышел раньше, чем его запустила фирма «Дранков и Талдыкин», показ фильма был более успешным, чем у конкурентов. Фильм Дранкова и Талдыкина считается второй экранизацией романа И. А. Гончарова.
М. Каллаш писала О. Книппер-Чеховой о том, что времени на съёмку фильма было потрачено мало, но у создателей картины были попытки не искажать работу писателя.
В «Театральной газете» роль Веры называют лучшей ролью В. Л. Юреневой, отмечая, что местами она играла очень увлекательно. Сцена, во время которой Вера бежит с обрыва, запоминается. На экране казался незаметным недостаток Юреневой — бросок в фразе, которую она любила разделять отдельными выкриками. Юренева обладала богатым чувством пластического ритма. Юренева сыграла Веру в первой половине картины намного лучше, чем во второй. Писали, что Юренева не показывает драму усталости, и публике становится скучно. Сила чувствуется в бабушке, которую сыграла Ю. В. Васильева. Мозжухин играет Райского недостаточно глубоко, он делает из персонажа злодея. Актёр слишком переусердствовал с гримом, что портит образ. Персонаж Марка Волохова постоянно находится в тени, его роль непонятна.

## В главных ролях
- Юлия Васильевна — Татьяна Марковна
- Иван Мозжухин — Райский
- Вера Юренева — Вера
- Софья Гославская — Марфинька
- Вячеслав Туржанский — Марк Волохов
- П. Лопухин — Тушин
- Александр Херувимов
- Прасковья Максимова
- Александр Вертинский[1][2].